# ¿Quién da la vez?
¿Quién da la vez? es una serie española de televisión, dirigida por Vicente Escrivá y estrenada por Antena 3 en 1995. La serie contó con un presupuesto de 47 millones de pesetas por capítulo.

## Argumento
Paca es una pescadera del Mercado de la Ribera que sobrelleva una vida llena de penalidades junto a su hijo Pablo. Un buen día reaparece Viviano, el padre de Pablo, que los abandonó 20 años antes para probar suerte como banderillero en México, y que pretende recuperar a su familia.

## Audiencias
La serie tuvo un seguimiento medio de siete millones de espectadores por capítulo, con porcentajes de hasta el 43,5%.
El primer capítulo de la serie se convirtió en el programa más visto del día, logrando una audiencia media de 6.285.000 espectadores.
En su décimo capítulo alcanzó los 7.600.000 espectadores y una cuota de pantalla del 41,4%.

## Reposiciones
La serie puede verse actualmente a través de la plataforma Atresplayer
La serie puede verse actualmente a través de la plataforma Youyube

## Listado de Episodios
- Capítulo 1: Volver con la frente marchita
- Capítulo 2: Éste es mi barrio
- Capítulo 3: Pan amargo
- Capítulo 4: La hora de la venganza
- Capítulo 5: Padres no hay más que dos
- Capítulo 6: El día de San Valentín
- Capítulo 7: La trampa
- Capítulo 8: Cupido loco
- Capítulo 9: ¿Qué será lo que tiene el Vivi?
- Capítulo 10: Y si Lupita se fuera con otro?
- Capítulo 11: Esto es cosa nostra
- Capítulo 12: Rock duro
- Capítulo 13: Noche de Paz

## Reparto
- José Sacristán ... Viviano
- Beatriz Carvajal ... Paca
- Miguel Molina ... Pablo
- José Sancho ... Mateo
- Lydia Bosch ... Paloma
- Luisa Martín ... Chirla
- Juan José Otegui ... Fede
- Paloma Hurtado
- Tomás Zori
- Jeannine Mestre
- Julio Gavilanes
- Dorotea Bárcena
- Ana Chávarri
- Víctor Manuel Dogar
- Saturnino García
- Miguel Ortiz
- Yvonne Reyes
- Jesús Ruyman
- Isabel Serrano
- Carmen Rossi
- Nuria González

## Equipo Técnico
- Dirección: Vicente Escrivá.
- Producción: José Antonio Escrivá.
- Guiones: José Antonio Escrivá.
- Ayudante de dirección: José María González Sinde.
- Fotografía: Manuel Velasco.
- Segundo Operador: Fernando Espiga
- Diseño de producción: Julio Sempere y Daniel Vega.
- Maquillaje: Paquita Trench.